# Live at the Marquee (album King Crimson)
Live at the Marquee – album koncertowy King Crimson, wydany w październiku 1998 roku nakładem Discipline Global Mobile jako CD. Zapoczątkował serię wydawniczą „The King Crimson Collectors' Club”. 

## Historia albumu
W 1998 roku, po 30 latach od chwili powstania King Crimson, pod egidą firmowej wytwórni płytowej zespołu, Discipline Global Mobile założono Klub Kolekcjonerski King Crimson, aby wydawać specjalnie wyprodukowane płyty CD z rzadkim materiałem koncertowym oraz nagraniami studyjnymi. Członkowie klubu w ramach opłacanej z góry rocznej składki mieli otrzymywać w mniej więcej w dwumiesięcznych odstępach wydawane płyty. W ciągu 30 lat istnienia King Crimson zmieniały się jego style i składy, z których jedynym stałym członkiem (i zarazem spoiwem tychże stylów i składów) był tylko gitarzysta Robert Fripp. Jednopłytowe, inauguracyjne  wydawnictwo Live at the Marquee zawiera kluczowe utwory z przełomowego i definiującego gatunek albumu In the Court of the Crimson King, a także utwory wykonywane wyłącznie przez ten skład King Crimson. Znalazł się wśród nich „Travel Weary Capricorn” ze wstępem w postaci „Mantry”, nie wymienionej w zestawie utworów, a będącej zapowiedzią intro do późniejszego „Exiles”.
Według adnotacji Roberta Frippa koncert pochodzi z niedzieli 6 lipca 1969, natomiast „Trees”, utwór, który nigdy nie został przez zespół wydany na płycie, pochodzi z amatorskiego nagrania dokonanego w Fairfield Hall w Croydon 17 października 1969 roku.

## Lista utworów
Lista i informacje według Discogs:
| 1. | 21st Century Schizoid Man (Fripp, Lake, Ian McDonald, Giles, Sinfield)                             | 6:21    |
|    | |         |
| 2. | Drop In (Fripp, Lake, McDonald, Giles)                                                             | 5:42    |
|    | |         |
| 3. | I Talk to the Wind (McDonald, Sinfield)                                                            | 5:17    |
|    | |         |
| 4. | Epitaph (Fripp, Lake, McDonald, Giles, Sinfield)                                                   | 3:20    |
|    | |         |
| 5. | Travel Weary Capricorn (Fripp, Lake, McDonald, Giles, Sinfield)                                    | 11:07   |
|    | |         |
| 6. | Improv (including Nola Felix Arndt and Étude No 7 (Matteo Carcassi) (Fripp, Giles, Lake, McDonald) | 12:29   |
|    | |         |
| 7. | Mars (Gustav Holst, arr. by Fripp, Lake, McDonald, Giles)                                          | 8:29    |
|    | Bonus Track                                                                                        |         |
| 8. | Trees (Fripp, Giles, Lake, McDonald, Sinfield)                                                     | 18:41   |
|    | |         |
|    | | 1:11:26 |
|    | |         |
„Trees” – nagrany 17 października 1969

## Muzycy
- Robert Fripp – gitara
- Ian McDonald – instrumenty dęte drewniane, instrumenty klawiszowe, melotron, śpiew
- Greg Lake – gitara basowa, główny wokal
- Michael Giles – perkusja, instrumenty perkusyjne, śpiew

&

- Peter Sinfield – oświetlenie

Do albumu dołączono 24-stronicową książeczkę z notatkami, zawierającą ważne pamiątki z osobistych zbiorów członków zespołu. Dodatkowo znalazły się tam fragmenty z zawodowego pamiętnika Roberta Frippa. 

## Odbiór

### Opinie krytyków
| Recenzje      | Recenzje |
| Publikacja    | Ocena    |
| ------------- | -------- |
| AllMusic      | [ 3 ]    |
| Prog Archives | 3.36/5.0 |
| RYM           | 3.31/5   |
| Sputnikmusic  | 2.6/5    |
| Teraz Rock    | [ 7 ]    |

Lindsay Planer z AllMusic jest zdania, iż „przed King Crimson, niewiele było zespołów rockowych, które mogłyby sprostać lub przewyższyć wpływ swoich studyjnych, przesłodzonych nagrań, zarówno na żywo, jak i na scenie”. Czarnym koniem zestawu jest – zdaniem autora – utwór  'Trees', który „genialnie ilustruje umiejętności improwizacyjne zespołu wokół przejmującego wokalu Grega Lake’a”.
Jordan Babula z magazynu Teraz Rock uważa, że choć jakość dźwięku jest bardzo zła, to płyta jest warta uwagi, ponieważ zawiera „bardzo dużo premierowej muzyki” ('Improv', 'Trees') i „jedyne dostępne koncertowe wykonanie” 'I Talk to the Wind', a King Crimson „grał naprawdę z niesamowitym czadem” ('Drop In').
Według zespołu redakcyjnego PopMatters „jakość dźwięku jest mniej niż porywająca, pomimo najlepszych wysiłków Frippa i Singletona w zakresie masteringu”. Za „prawdopodobnie najciekawszy fragment tej płyty i również najsłabszy dźwiękowo” redakcja uważa 19-minutowy 'Trees', zawierający fragmenty suity 'Birdman' (z późniejszego albumu McDonald and Giles), a także wstępną wersję 'Pictures of a City' z kolejnego albumu studyjnego King Crimson.